# بنك الصناديق المتحدة
بنك الصناديق المتحدة (بالتركية: Birleşik Fon Bankası A.Ş ). (تُرجمت حرفيًا باسم Joint Funds Bank Inc. باللغة الإنجليزية)، تأسست في البداية في عام 1958 باسم بنك الشاي أيه. أس. في عام 1992 تم تغيير اسم البنك إلى ديربانك وبعد أن استحوذت عليه مجموعة بايندر في عام 1997 تم تغيير الاسم إلى باينديربانك.
بموجب القرار الذي اتخذته هيئة التنظيم والرقابة المصرفية التركية، تم نقل ملكية باينديربانك إلى صندوق تأمين الودائع الادخارية في 9 يوليو 2001 وتم تغيير الاسم إلى بنك الصناديق المتحدة في 7 ديسمبر 2005. حقوق الإدارة مملوكة لـ صندوق الثروة السيادية التركي.
تم نقل البنوك المصادرة التالية إلى بنك الصناديق المتحدةı